# Bengt Österblom
Bengt Olof Valter Österblom även känd som Bengt O. Österblom, född 15 augusti 1903 i Stockholm, död 8 mars 1976 i Lidingö, var en svensk målare, tecknare och skriftställare.

Han var son till kryddkramhandlaren och handelsagenten Olof August Österblom och Olga Ingeborg Maria Elfborg och från 1950 gift med souschefen Signe Marianne Adrienne Ellen de Prat, född Génu (1909–1991). Efter att Österblom arbetat några år som kontorist reste han till Tyskland 1922 där han bedrev museistudier i bland annat Berlin, Köln, Nürnberg, München och Dresden samt Bauhaus-Ausstellung i Weimar med den tidens tyska måleri. Han studerade konst för Moritz Melzer vid Schule Reimann i Berlin 1923 där han kom i kontakt med Kazimir Malevitjs suprematism  och Vasilij Kandinskijs konst. 
Han kom även att uppleva Novembergruppe och den tyska konstruktivismen som arbetade med en övernationell abstrakt konststil: den abstrakta, det einsteinska öppna rummets universum, estetiskt gripbart endast non-figurativt Gegenstandlos".
 Han fortsatte därefter till Paris 1925 där han under ett år studerade konst på museer och utställningssalonger med verk av Picasso, Ozenfant och Mondrian. Han bedrev även kortare konststudier för Fernand Léger och André Lhote. Efter att han rest runt i den franska landsorten återvände Österblom till Stockholm 1926 där han även tog upp en litterär verksamhet och utgav några noveller. Under krigsåren 1942–1944 var han en flitig medarbetare i tidskriften Konstvärlden och 1946 skrev han en biografi över Arvid Fougstedt. I utställningssammanhang debuterade han 1925 då han deltog Exposition internationale d´Art d´Aujourd´hui i Paris som följdes av Salon des indépendants 1926 och 1927. Han var representerad på International Exhibition of Modern Art som visades i Brooklyn och flera amerikanska städer 1926, Otte skandinavike kubister som visades i Oslo 1927 och vid den Internationella utställningen av Post-kubistisk konst som visades i samband med Stockholmsutställningen 1930. Han medverkade även i Sveriges allmänna konstförenings vårsalong på Liljevalchs konsthall 1934, en International Kunstudstilling: kubisme-surrealisme i Köpenhamn 1935, Surrealismen i Norden som visades på Skånska konstmuseum i Lund 1937 samt en större samlingsutställning på Sturegalleriet i Stockholm 1955. Separat ställde an bland annat ut på De Ungas salong i Stockholm och på Norrköpings konstmuseum. Han deltog 1926 i en tävling om utsmyckningsförslag till dekoreringen av Stockholms stadsbiblioteks tidskriftsrum som blev det första svenska förslaget till en dekor i nonfigurativ anda av en svensk offentlig byggnad. Trots att flera av hans förslag till offentlig utsmyckning väckte uppmärksamhet kom inga av dessa till utförande som väggdekorationer. Hans förslag till färgsättning av Stockholms hamnkranar stannade på papperet. Inte heller hans dräktskisser för den Stierhielmska fredsbaletten som Per Lindberg planerade kom till användning eller hans Fingeravtrycksbalett som han erbjöd Ernst Rolf blev utförd. Österblom är representerad vid bland annat Arkiv för dekorativ konst i Lund och Norrköpings Konstmuseum. Makarna Österblom är begravda på Lidingö kyrkogård.